# Anson Burlingame
Anson Burlingame, född 14 november 1820 i New Berlin, New York, död 23 februari 1870 i Sankt Petersburg, var en amerikansk politiker och diplomat. Han var far till Edward Livermore Burlingame.
Burlingame graduerades vid Harvard College och var en tid advokat i Boston. Han gjorde sig känd som en av de skickligaste folktalarna i Free Soil Party och valdes 1854 in i kongressen, där han först slöt sig till "know-nothing-partiet", men efter det nya republikanska partiets bildande 1855 övergick han till det.
Burlingame vann stor popularitet genom att utmana Preston Brooks på duell efter dennes övervåld mot Charles Sumner. Duellen blev emellertid inte av, då den måste försiggå i Kanada och Brooks inte ville resa dit genom "fiendeland".
1861 lämnade Burlingame på grund av vacklande hälsa kongressen och utnämndes då av Lincoln till amerikansk minister i Wien, men mottogs inte på grund av sina starkt uttryckta sympatier för ungrarna och det nya konungariket Italien. Han blev då i stället sändebud i Kina (Qingdynastin) och vann där så stort förtroende, att han vid sin hemresa 1867 utsågs att som utomordentligt kinesiskt sändebud avsluta vänskapsfördrag med Förenta staterna och europeiska makter.
Burlingame anlände 1868 i spetsen för en talrik kinesisk beskickning till Washington och avslöt "The Burlingame treaty". Däri stadgades bland annat ömsesidig rätt att utse konsuler, religionsfrihet för amerikaner i Kina och kineser i Förenta staterna, ömsesidiga förmåner i fråga om rätt för det ena landets medborgare att resa och vistas i det andra och så vidare. 
Burlingame företog sedan med sin beskickning en rundresa i Europa och avslöt liknande fördrag med Storbritannien, Danmark, Sverige-Norge, Nederländerna och Preussen. Under pågående förhandlingar med Ryssland avled han i Petersburg 1870.